# Harrisonavis croizeti
Harrisonavis croizeti — викопний вид віялохвостих птахів родини фламінгових (Phoenicopteridae), що існував на пізнього олігоцену до раннього міоцену. Є найдавнішим відомим представником родини, проміжною ланкою між птахами, які тримали голову дзьобом уперед і сучасними фламінго, від яких він відрізняється помітно прямішим і широким дзьобом.

## Історія досліджень
Вид під назвою Phoenicopterus croizeti у 1852 році описав французький палеонтолог Поль Жерве на основі повного, добре збереженого черепа, який пізніше був втрачений. У 1867—1871 роках французький орнітолог Альфонс Мільн-Едвардс додав до голотипу велику кількість додаткового матеріалу. Рештки Harrisonavis знайдено в Німеччині, Франції та Швейцарії. Гаррісон і Волкер в 1976 році виділили його в новий рід Gervaisia. Так як ця назва неодноразово використовувалася раніше, в 1978 радянський палеонтолог Г. Н. Кашин запропонував нову назву роду — Harrisonavis. Виділення в окремий рід засноване на специфічній будові дзьоба, який помітно більш прямий і широкий, ніж у сучасних фламінго.